# Белище
Белище (хорв. Belišće) — місто в Хорватії, розташоване в історичній області Славонія, адміністративно належить до Осієцько-Баранської жупанії.
Населення міста становить 7197 осіб (2001), більшість яких хорвати.
Місто розташоване на річці Драва на висоті 93 м над рівнем моря, поблизу кордону з Угорщиною.
Галузями спеціалізації міста є лісове господарство, лісова і деревообробна промисловість. На території міста знаходяться лісопильний завод, підприємства хімічної і механічної обробки деревини, підприємства з виробництва гофрованого ДВП, металургії, хімічної та синтетичної переробки матеріалу.

## Загальні відомості
Поселення Белище з'явилося наприкінці XIX сторіччя як поселення лісорубів — робітників угорського бізнесмена Гутмана. З 1884 тут розвивалися великі підприємства лісопромислового комплексу з обробки деревини.
Після Другої світової війни місто було одним із найбільших центрів з виробництва целюлози у Південно-Східній Європі.
Впродовж хорватської війни за незалежність у 1991 році місто залишилося під контролем хорватських сил.
У 90-ті роки ХХ ст. через брак інвестицій стався занепад деревообробної промисловості. Тим не менш, підприємства цієї галузі досі залишаються одними з найбільших роботодавців у регіоні.
Місто є привабливим для туристів. Основними видами розваг є рибальство, полювання та веслування на байдарках і каное на річці Драва.

## Населення
Населення громади за даними перепису 2011 року становило 10 825 осіб, 2 з яких назвали рідною українську мову. Населення самого поселення становило 6518 осіб.
Динаміка чисельності населення громади:
Динаміка чисельності населення центру громади:

## Населені пункти
Крім поселення Белище, до громади також входять:
- Бистринці
- Боцанєвці
- Гат
- Гориця-Валповацька
- Китишанці
- Тиборянці
- Велишковці
- Виноградці

## Клімат
Середня річна температура становить 11,03°C, середня максимальна – 25,40°C, а середня мінімальна – -6,10°C. Середня річна кількість опадів – 646 мм.
| Клімат поселення                              | Клімат поселення | Клімат поселення | Клімат поселення | Клімат поселення | Клімат поселення | Клімат поселення | Клімат поселення | Клімат поселення | Клімат поселення | Клімат поселення | Клімат поселення | Клімат поселення | Клімат поселення |
| Показник                                      | Січ.             | Лют.             | Бер.             | Квіт.            | Трав.            | Черв.            | Лип.             | Серп.            | Вер.             | Жовт.            | Лист.            | Груд.            |                  |
| Середній максимум, °C                         | 5,62             | 7,83             | 12,52            | 17,18            | 22,29            | 25,40            | 25,21            | 24,89            | 20,70            | 15,30            | 9,30             | 5,30             |                  |
| Середня температура, °C                       | −0,22            | 2,00             | 6,68             | 11,30            | 16,40            | 19,51            | 21,20            | 20,90            | 16,70            | 11,30            | 5,30             | 1,30             |                  |
| Середній мінімум, °C                          | −6,1             | −3,9             | 0,80             | 5,43             | 10,55            | 13,69            | 17,24            | 16,90            | 12,72            | 7,30             | 1,30             | −2,68            |                  |
| Норма опадів, мм                              | 40               | 35               | 38               | 50               | 61               | 82               | 62               | 60               | 51               | 55               | 62               | 50               |                  |
| Середньомісячна швидкість вітру, м/с          | 2.40             | 2.60             | 2.90             | 2.80             | 2.49             | 2.30             | 2.20             | 2.00             | 2.00             | 2.13             | 2.30             | 2.40             |                  |
| Середньомісячна сонячна радіація, кДж/м²·день | 4191             | 6942             | 10864            | 15442            | 19357            | 21578            | 22102            | 20171            | 14898            | 9258             | 4723             | 3485             |                  |
| --------------------------------------------- | ---------------- | ---------------- | ---------------- | ---------------- | ---------------- | ---------------- | ---------------- | ---------------- | ---------------- | ---------------- | ---------------- | ---------------- | ---------------- |
| Джерело:                                      |                  |                  |                  |                  |                  |                  |                  |                  |                  |                  |                  |                  |                  |

## Відомі особистості
В поселенні народився:
- Матія Любек (1953—2000) — хорватський веслувальник-каноїст, олімпійський чемпіон.